# Красная Речка (Карелия)
Красная Речка (карел. Sagarvoi) — деревня в составе Гирвасского сельского поселения Кондопожского района Республики Карелия Российской Федерации.

## Общие сведения
Расположена на северо-западном берегу озера Сундозеро.

## Население
| 2002 | 2009 | 2010 | 2013 |
| ---- | ---- | ---- | ---- |
| 0    | ↗1   | ↗3   | ↘2   |

## Интересные факты
Крестьянин деревни Красная Речка Пигин Александр Сергеевич (?—после 1919), герой Первой мировой войны, рядовой, был награждён военным орденом Святого Георгия 4-й степени.